# Mahunkaia gracilis
Mahunkaia gracilis är en kvalsterart som först beskrevs av Sandór Mahunka 1985.  Mahunkaia gracilis ingår i släktet Mahunkaia och familjen Eremaeozetidae. Inga underarter finns listade i Catalogue of Life.